# Finanzas sostenibles
Finanzas sostenibles es un término acuñado por la Comisión Europea para referirse a la inclusión, dentro de cualquier estrategia financiera, de los criterios ASG  (ambientales, sociales y de buena gobernanza) a la hora de tomar decisiones de inversión.
Tras el Acuerdo de París, la UE se propone reducir un 40% las emisiones de gases de efecto invernadero. Se determina que, para alcanzar dichos objetivos, se requiere de una inversión adicional de 180.000 millones de euros anuales. Con el objetivo de movilizar el capital privado hacia este tipo de inversión sostenible, la UE presenta una estrategia sobre finanzas sostenibles que permite sentar las bases de este tipo de productos financieros.
Las finanzas sostenibles pretende potenciar el crecimiento económico a la vez que disminuye la presión sobre el medioambiente, buscando combatir el cambio climático o la reducción de la emisión de gases contaminantes, entre otros objetivos.
De la misma manera, contemplan la inclusión de criterios de índole social con el objetivo de encaminarse hacia la creación de modelos económicos en los que se respeten cuestiones como la reducción de la brecha salarial entre hombres y mujeres, la presencia de las mujeres en cargos directivos, la no discriminación de los trabajadores por sexo, edad, capacidad o cuestiones similares.

## Reglamento
El 18 de junio de 2020, la Unión Europea publica el Reglamento sobre Taxonomía de las finanzas sostenibles, donde se establece el marco y las condiciones que deben cumplir las actividades e inversiones para ser consideradas finanzas sostenibles, así como el grado de sostenibilidad medioambiental de la inversión.
Según esta taxonomía, para que una actividad económica o inversión sea considerada sostenible debe demostrar que contribuye sustancialmente al menos a uno de los seis objetivos medioambientales que persigue el reglamento, que no perjudica significativamente ninguno de los otros objetivos y que cumple con unas mínimas salvaguardas sociales.
Estos objetivos son:
- Mitigación del cambio climático
- Adaptación al cambio climático
- Protección y sostenibilidad del agua y recursos marinos
- Transición hacia una economía circular
- Prevención y control de la comunicación
- Protección y restauración de la biodiversidad

Las finanzas sostenibles se han convertido en una de las principales herramientas para impulsar la transformación del sistema financiero y alcanzar los ODS propuestos en la Agenda 2030 de Naciones Unidas.
En el ámbito de las finanzas sostenibles se involucran intermediarios financieros como bancos, gestores de activos, aseguradoras, así como empresas y organizaciones, gobiernos y reguladores; Igualmente se incluyen en este ámbito productos y servicios que resultan claves para la transformación de los sistemas financieros bajo criterios éticos y de sostenibilidad.
Según Spainsif, en 2019 se gestionaron 285.454 millones de euros en inversión sostenible y responsable.

## Estrategias de inversión sostenible
En 2012, la GSIA (Global Sustainable Investment Alliance) establece en su informe una clasificación de siete estrategias de inversión sostenible con diferente eficacia e impacto:
- Exclusión o selección negativa: Se excluyen de la cartera las compañías de determinados sectores cuya actividad no está alineada con los criterios ASG (armamentísticas, tabacaleras, energía nuclear o pornografía).
- Best in class o selección positiva: Mediante esta estrategia, se procede a seleccionar, a la hora de realizar una inversión, a aquellas compañías con mejor desempeño en los criterios ASG dentro de su sector.
- Cumplimiento de normas internacionales (norms-based screening): Esta estrategia busca que, además de los criterios ASG, las empresas en las que se va a invertir cumplan una serie de normas y acuerdos internacionales. Los que más se tienen en cuenta son las directrices de la Organización para la Cooperación y el Desarrollo Económicos (OCDE) para multinacionales, el Pacto Mundial de las Naciones Unidas, la Declaración Tripartita del Trabajo (OIT) y los Principios Rectores sobre las empresas y derechos humanos de las Naciones Unidas.
- Integración de factores ASG: Se integra de manera explícita el análisis de criterios ASG en el análisis financiero que la entidad lleva a cabo para la toma de decisiones de inversión.
- Inversiones temáticas en sostenibilidad: Este tipo de estrategia contempla la inversión en fondos relacionados con una temática concreta de la sostenibilidad a largo plazo, para hacer frente a los desafíos sociales y/o ambientales actuales.
- Inversiones de impacto: inversiones que buscan generar un impacto positivo en el ámbito social y/o ambiental, a la vez que generan rentabilidad financiera.
- Activismo accionarial: Esta estrategia implica el ejercicio de los derechos políticos de los inversores en las compañías en las que invierten a través del voto y el diálogo activo en las juntas generales de accionistas con el objetivo de velar por el cumplimiento de los criterios ASG.

## Productos financieros que promueven el desarrollo sostenible
Entre los productos financieros más destacados en el ámbito de las finanzas sostenibles están:

### Fondos de inversión socialmente responsable (ISR)
La inversión socialmente responsable es un tipo de inversión al margen de productos bancarios de operativa y ahorro que tiene en cuenta, además de los criterios financieros (riesgo, rentabilidad o liquidez), el impacto social que conlleva.

### Hipoteca verde o préstamo para vivienda de alta eficiencia energética
Líneas de préstamo para la compra de una vivienda de calificación energética A o B, o para la remodelación de inmuebles que aumenten en un 30% su eficiencia energética.

### Préstamo para la compra de vehículo ecológico
Líneas de préstamo específicas para la compra de vehículos eléctricos, híbridos o de baja emisión.

### Capital riesgo social
Inversiones con criterios sostenibles en empresas que no cotizan en el mercado de valores.

### Bonos sostenibles
Los bonos sostenibles financian proyectos que contemplan factores medioambientales y/o sociales.

### Bonos verdes
Los bonos verdes son emisiones de deuda pública o privada cuyo objetivo es financiar proyectos destinados a crear un impacto social o ambiental positivo. Estos se destinan a la financiación o refinanciación de proyectos verdes, es decir, a la inversión en activos sostenibles y socialmente responsables en áreas tan diversas como las energías renovables, la eficiencia energética, el transporte limpio o la gestión responsable de los residuos.
El 5 de julio de 2007, el Banco Europeo de Inversiones (BEI) lanzó por primera vez una emisión muy especial: los bonos verdes. Su principal peculiaridad reside en su objetivo: deben destinarse a la financiación de proyectos que contribuyan a la consecución de los Objetivos de Desarrollo Sostenible.

#### Funcionamiento
Los bonos verdes son considerado de esta manera porque cumplen con ciertas características y tienen una certificación que los avala como actividad sustentable. 
Para que una entidad pueda incorporar un bono verde, el emisor, además de presentar la certificación que garantice la sustentabilidad del proyecto, debe de compartir información sobre el uso de los recursos y periódicamente reportar su actividad e impacto durante la vida del bono. 

#### Proyectos financiados
Entre los principales usos de los bonos verdes, destacan: 
- Energías renovables: producción, transmisión, dispositivos y productos.
- Eficiencia energética: edificios nuevos y reformados, almacenamiento de energía, calefacción urbana, redes inteligentes, dispositivos y productos.
- Prevención y el control de la contaminación: Tratamiento de las aguas residuales, reducción de las emisiones atmosféricas, control de los gases de efecto invernadero, descontaminación de los suelos, prevención, reducción de residuos, reciclaje de residuos y la transformación eficiente de residuos a energía, los productos de valor añadido provenientes de los residuos y la refabricación y seguimiento ambiental asociado.
- Gestión sostenible de los recursos naturales y el uso de la tierra: Agricultura sostenible, cría de animales sostenible, los aportes agrícolas inteligentes para el clima como la protección biológica de los cultivos o el riego por goteo, la pesca y la acuicultura; actividad forestal sostenible, incluyendo la forestación o reforestación y la conservación o restauración de paisajes naturales.
- Conservación de la biodiversidad terrestre y acuática:  Protección de ambientes costeros, marinos y de cuencas.
- Transporte limpio: Transporte eléctrico, híbrido, público, ferroviario, no motorizado, transporte multimodal, infraestructura para vehículos de energía limpia y reducción de emisiones nocivas.
- Gestión sostenible del agua y de las aguas residuales: Infraestructura sostenible para el agua potable y limpia, tratamiento de las aguas residuales, los sistemas de drenaje urbano sostenible y capacitación fluvial, incluyendo otras formas de mitigación de las inundaciones.
- Adaptación al cambio climático: Sistemas de apoyo a la información, como la observación del clima y los sistemas de alerta temprana.
- Productos adaptados a la economía ecológica y/o circular: Tecnologías y procesos de producción, como el desarrollo y la introducción de productos respetuosos con el medio ambiente, con una ecoetiqueta o certificación medioambiental, y un embalaje y distribución eficientes con sus recursos.
- Edificios ecológicos: cumplimiento de normas o certificaciones reconocidas regional, nacional o internacionalmente.